# Relaciones Estados Unidos-Mongolia

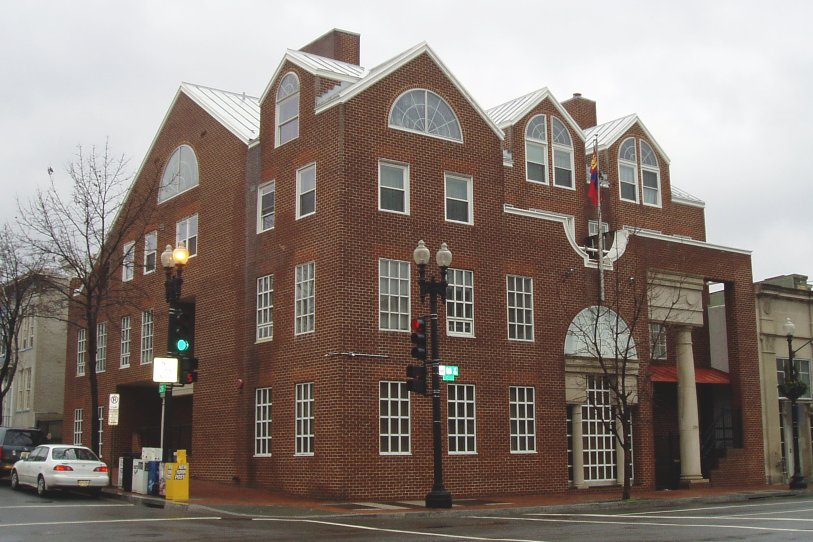
Embajada de Mongolia en Washington D. C., Estados Unidos.

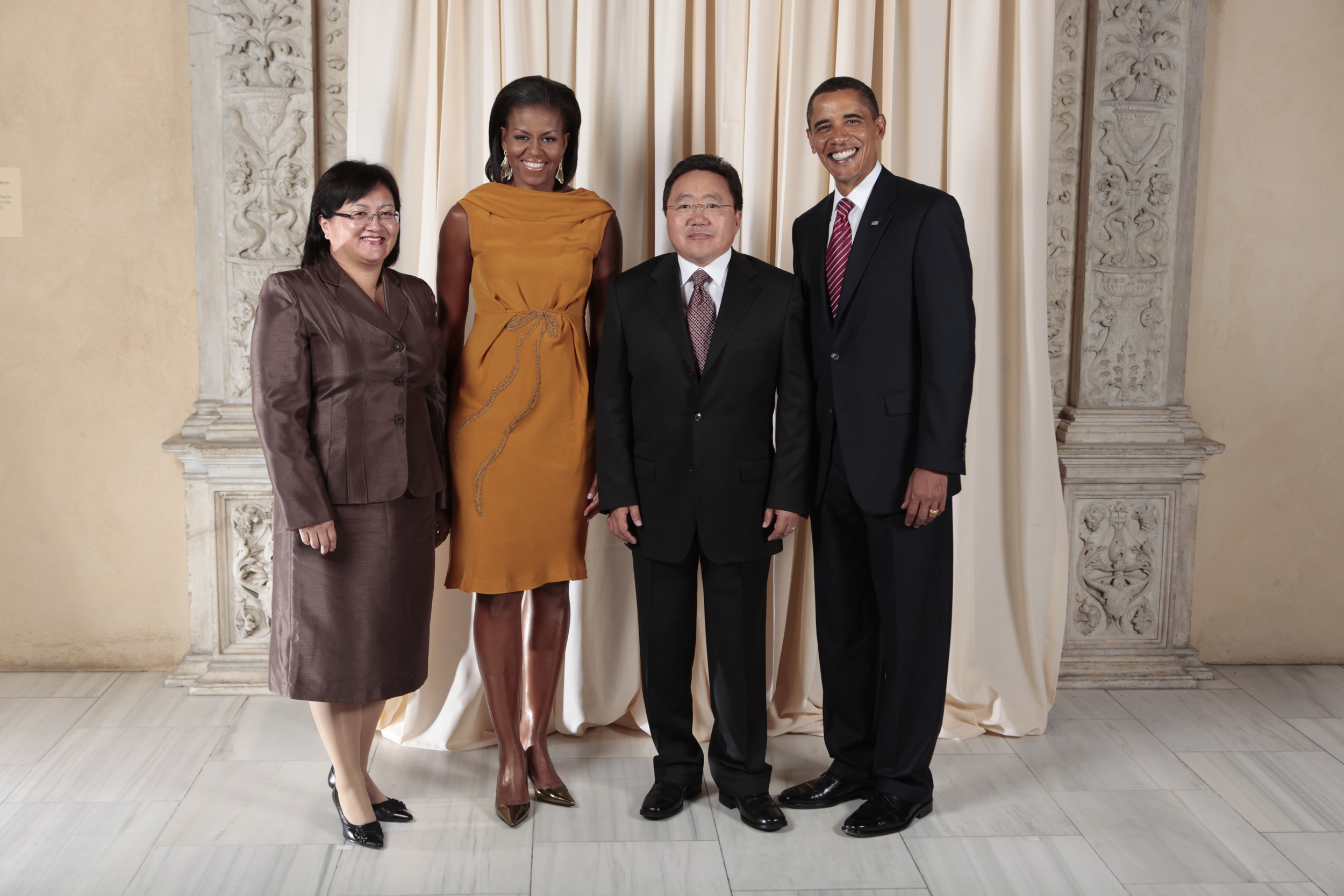
El presidente de Mongolia Tsajiaguiin Elbegdorzh y el presidente de los Estados Unidos Barack Obama.

Las relaciones Estados Unidos-Mongolia son las relaciones diplomáticas entre Estados Unidos y Mongolia. Según una encuesta de 2010 de Gallup, los mongoles prefieren el liderazgo estadounidense sobre el de China o India, con el 58% expresando su aprobación, el 5% expresando desaprobación y 37% incierto, y de acuerdo con el Informe de liderazgo global de EE. UU. de 2012, el 44% de los mongoles aprueba el liderazgo de EE. UU., con un 6% de desaprobación y un 50% de incertidumbre.
Según una encuesta de 2017, el 82% de los mongoles tienen una opinión favorable de los Estados Unidos (23% "fuertemente" y el 59% "algo" favorable), con el 10% expresando una opinión negativa (1% "fuertemente" y el 9% " algo "desfavorable).
A partir de 2014, había 1444 estudiantes internacionales de Mongolia n origen estudiando en los Estados Unidos.

## Historia
Debido a los estrechos lazos políticos y geográficos anteriores de Mongolia con la URSS (que ayudó a Mongolia a lograr su independencia de China) durante la Guerra Fría, ha habido un contacto histórico directo limitado entre los Estados Unidos y Mongolia antes de finales del siglo XX. Sin embargo, algunos inmigrantes vinieron de Mongolia a los Estados Unidos desde 1949, motivados por la persecución religiosa en su tierra natal.
El gobierno de los Estados Unidos reconoció a Mongolia en enero de 1987 y estableció su primera embajada en la capital de ese país Ulan Bator en junio de 1988. La embajada de los Estados Unidos se inauguró formalmente en septiembre de 1988. El primer Estados Unidos. embajador en Mongolia, Richard L. Williams, no era residente allí. Joseph E. Lake, el primer embajador residente, llegó en julio de 1990. El Secretario de Estado James Baker visitó Mongolia en agosto de 1990, y nuevamente en julio de 1991. Mongolia acreditó a su primer embajador en los Estados Unidos en marzo de 1989. Secretario [Madeleine Albright] visitó Mongolia en mayo de 1998, y el primer ministro Nambaryn Enkhbayar visitó la capital estadounidense Washington D. C. en noviembre de 2001. Subsecretaria de Estado Richard L. Armitage visitó Mongolia en enero de 2004, y el presidente de Mongolia Natsagiin Bagabandi llegó a Washington para reunirse con el presidente George W. Bush en julio de 2004. Presidente Bush, primera dama Laura Bush, y la secretaria de Estado Condoleezza Rice visitaron Mongolia en noviembre de 2005. El secretario de Defensa Donald Rumsfeld visitó en octubre de 2005 y el presidente de la Cámara de Representantes Dennis Hastert visitó Mongolia en agosto de 2005. El secretario de Agricultura Mike Johanns dirigió una delegación presidencial en julio de 2006 junto con Celebración de su 800 aniversario. El presidente Enkhbayar visitó la Casa Blanca en octubre de 2007 y los dos presidentes firmaron el  Millennium Challenge Compact para Mongolia (ver más abajo).
Los Estados Unidos han tratado de ayudar al movimiento de Mongolia hacia la democracia y la reforma orientada al mercado y ampliar las relaciones con Mongolia principalmente en los campos cultural y económico. En 1989 y 1990, se firmó un acuerdo cultural, un Cuerpo de Paz, una convención consular y un Overseas Private Investment Corporation (OPIC). Se firmó un acuerdo comercial en enero de 1991 y un tratado de inversión bilateral en 1994. Mongolia recibió el estatus [de relaciones comerciales normales permanentes] (NTR) y la elegibilidad del Sistema Generalizado de Preferencias (SGP) en junio de 1999.
En julio de 2004, los Estados Unidos firmaron un Acuerdo Marco de Comercio e Inversión con Mongolia para promover la reforma económica y una mayor inversión extranjera. En julio de 2007, seis miembros de la Cámara de Representantes de los Estados Unidos visitaron Mongolia para inaugurar un programa de intercambio entre los legisladores de los dos países. La visita de regreso se realizó en agosto de 2007, y cinco miembros del Parlamento de Mongolia viajaron a los EE. UU. en septiembre de 2007, la Casa Blanca anunció la creación propuesta de una Asociación para la Democracia de Asia y el Pacífico, en la que se invitó a Mongolia a participar. La iniciativa tiene como objetivo proporcionar un lugar en el que las naciones libres puedan trabajar juntas para apoyar los valores democráticos, fortalecer las instituciones democráticas y ayudar a aquellos que trabajan para construir y sostener sociedades libres.
El año 2012 fue un año significativo para los Estados Unidos y Mongolia, ya que los países celebraron su 25 aniversario de relaciones diplomáticas.

## Asistencia de Estados Unidos
Los Estados Unidos. La Agencia para el Desarrollo Internacional]] (USAID) desempeña un papel principal en la prestación de asistencia bilateral para el desarrollo a Mongolia. El programa hace hincapié en un tema principal: el crecimiento económico sostenible, dirigido por el sector privado y una gobernanza más eficaz y responsable. La asistencia total de USAID a Mongolia desde 1991 hasta 2008 fue de aproximadamente $ 174.5 millones, todo en forma de donación. El presupuesto de USAID Mongolia para el año fiscal 2007 de $ 6.625 millones al año promueve: a) el crecimiento económico que respalda la reforma de la política macroeconómica, la reestructuración del sector energético, la reforma del sector financiero y el desarrollo de micro y pequeñas empresas; yb) gobernar de manera justa y democrática al centrarse en actividades que apoyan la reforma del sector judicial, la reforma electoral, la reforma parlamentaria y la lucha contra la corrupción.
En la mayoría de los años desde 1993, el Departamento de Agricultura de los Estados Unidos ha proporcionado ayuda alimentaria a Mongolia en el marco de los programas Food for Progress y 416 (b). Los ingresos monetizados de la ayuda alimentaria ($ 4.2 millones en 2006) se utilizan actualmente para apoyar programas que refuerzan el espíritu empresarial, la diversificación de los medios de subsistencia y mejores servicios veterinarios.
Mongolia ha contribuido con un pequeño número de tropas a las operaciones de la coalición en Irak y Afganistán desde 2003, adquiriendo experiencia que le permitió desplegar fuerzas de paz armadas tanto en Naciones Unidas como OTAN misiones de paz en 2005. Con la asistencia y cooperación del Departamento de Defensa de EE. UU., Mongolia y los EE. UU. organizaron conjuntamente "Khan Quest 06 , "el principal ejercicio de mantenimiento de la paz de la región asiática, en el verano de 2006 y" Khan Quest 07 "un año después. Los Estados Unidos también han apoyado la reforma de la defensa y una mayor capacidad de las fuerzas armadas de Mongolia para participar en las operaciones internacionales de mantenimiento de la paz. Mongolia también ha sido designado como un "socio global" de la alianza de la OTAN, de la que Estados Unidos es miembro fundador, a través del Programa de Asociación y Cooperación Individual aprobado en 2012.
El Cuerpo de Paz tiene aproximadamente 100 voluntarios en Mongolia. Se dedican principalmente a actividades de enseñanza de inglés y formación docente. A pedido del Gobierno de Mongolia, el Cuerpo de Paz ha desarrollado programas en las áreas de salud pública, desarrollo de pequeñas empresas y desarrollo juvenil. En 2005 y 2006, los funcionarios del gobierno de Mongolia, incluidos el presidente Enkhbayar y el primer ministro Tsakhiagiin Elbegdorj, solicitaron aumentos significativos en el número de voluntarios que prestan servicio en el país. El Cuerpo de Paz ha respondido con el compromiso de realizar modestos incrementos anuales hasta 2010. El programa celebró su 15 aniversario en 2006 con la participación del Presidente Enkhbayar.
La Millennium Challenge Corporation (MCC) completó las negociaciones para un acuerdo con Mongolia en 2007 y el Pacto se firmó en la Casa Blanca en octubre de 2007. Al finalizar el acuerdo, en septiembre de 2013, el Gobierno de Mongolia y MCC habían gastado el 94 por ciento de los fondos previstos para aumentar la seguridad de la tierra, reducir los impactos de enfermedades y lesiones no transmisibles, brindar capacitación profesional mejorada, ampliar la distribución de energía Productos domésticos eficientes, y construcción de vías para el tráfico comercial. El Gobierno de Mongolia y MCC esperan que más de 2 millones de personas se beneficien de las inversiones durante los 20 años de vida de la inversión. En diciembre de 2014, el Consejo de Administración de MCC seleccionó a Mongolia para el desarrollo de un segundo compacto. Actualmente, los funcionarios de MCC y mongoles están realizando un análisis de la economía del país y las limitaciones al crecimiento.
En agosto de 2011, en un viaje lateral mientras viajaba a China y Japón, Joe Biden hizo la primera visita por un vicepresidente en ejercicio desde Mongolia desde  Henry Wallace hizo uno en 1944.

## Intereses económicos
En marzo de 2011, seis compañías mineras, incluyendo Peabody de St. Louis (Misuri) estaban preparando una oferta para el área  Tavan Tolgoi, la ubicación de un depósito sustancial carbón de coque.
La visita de Biden en 2011, según Richard C. Bush de la Brookings Institution, podría alentar la democracia de Mongolia y las relaciones de los Estados Unidos ante la economía política predominantemente impulsada por los recursos naturales de Mongolia y sus dos poderosos vecinos sin litoral, China y Rusia.

## Misiones diplomáticas
El actual embajador en Mongolia es Michael S. Klecheski. Fue nombrado por el presidente Donald Trump el 2 de enero de 2019. Jennifer Zimdahl Galt fue Embajadora en Mongolia desde el 15 de septiembre de 2015 hasta el 10 de noviembre de 2017. Piper Campbell fue el embajador de los Estados Unidos en Mongolia de 2012 a 2015, sucediendo a Jonathan Addleton.
Desde el 7 de diciembre de 2012, el embajador de Mongolia en los Estados Unidos es Bulgaa Altangerel, quien sucedió a Khasbazaryn Bekhbat. Presentó credenciales diplomáticas el 14 de enero de 2013.